# 空手道 (歌曲)
〈空手道〉（英：KARATE、日：カラテ）是BABYMETAL在2016年2月26日發行的數位音樂下載單曲。由唱片公司BMD FOX RECORDS發行。

## 概況
樂曲由Yuyoyuppe作詞、作曲、編曲及混音。是2016年4月1日第二張錄音室專輯《METAL RESISTANCE》發行前的主打單曲，於iTunes Store先行上架販售。上架的同時於日本放送的廣播節目《ミュ〜コミ+プラス》中首播。

## 音樂類型
融合J-POP、重金屬、金屬蕊、新金屬、結構金屬、另類金屬、蠱戮金屬和頌歌。

## 音樂錄影帶
音樂錄影帶的導演是二宮“NINO”大輔。2016年3月18日於YouTube上傳音樂錄影帶的官方影片。影片中展現結合武術風格的舞蹈。以身穿白袍的三人象徵成員過去的自己，結尾時以武道超越自己。

## 現場表演
2015年12月12日在橫濱體育館公演中首次演出了本曲。此外，在2016年4月22日播出的朝日電視台節目「MUSIC STATION」演出本曲

## 合作
2016年5月25日，全世界最大職業摔角公司世界摔角娛樂（WWE）明星Triple H宣布，〈空手道〉將作為NXT Wrestling聯盟官方主題曲之一。同年6月8日在大會上開始播放。

## 獎項與榮譽
- 日本「2016 MTV 日本音樂錄影帶大獎（英语：2016 MTV Video Music Awards Japan）」最佳重金屬錄影帶獎、最佳團體錄影帶獎[19]
- 美国搖滾樂雜誌《Loudwire（英语：Loudwire）》2016年度20大最佳金屬樂曲第20名[20]
- 英国線上音樂商店亞馬遜2016年度最佳金屬樂曲第6名[21]
- 日本影片分享網站Youtube Japan2016年度音樂類百大熱門影片第21名[22]
- 日本音樂網站「Metal Japan」2016年度硬搖滾／重金屬音樂錄影帶瀏覽量總榜第2名[23]
- 英国搖滾樂雜誌《Kerrang!（英语：Kerrang!）》2016年度讀者票選最佳樂曲第1名[24]
- 美国搖滾樂雜誌《Loudwire》「第六屆音樂獎」年度最佳重金屬歌曲獎[25]
- 美国音樂雜誌《Alternative Press》日文版2016年度最佳音樂錄影帶票選第1名[26]

## 製作人員
- SU-METAL — 主唱
- YUIMETAL — 副唱
- MOAMETAL — 副唱
- KOBAMETAL（日语：KOBAMETAL） — 製作人
- Yuyoyuppe（日语：ゆよゆっぺ） — 作詞・作曲・編曲・混音・吉他
- Adrian Breakspear — 錄音
- WATAMETAL — 錄音

## 外部連結
- 音樂錄影帶
  - YouTube上的BABYMETAL - KARATE (OFFICIAL)
- BABYMETAL - KARATE歌詞 （页面存档备份，存于）